# تراموا استراسبورگ
تراموا استراسبورگ (فرانسوی: Tramway de Strasbourg‎) سیستم تراموا در استراسبورگ، فرانسه است.
این تراموا که در سال ۱۹۹۴ تأسیس شده دارای ۶ خط، ۷۲ ایستگاه و ۶۳٫۷۲ کیلومتر طول می‌باشد.

## نگارخانه

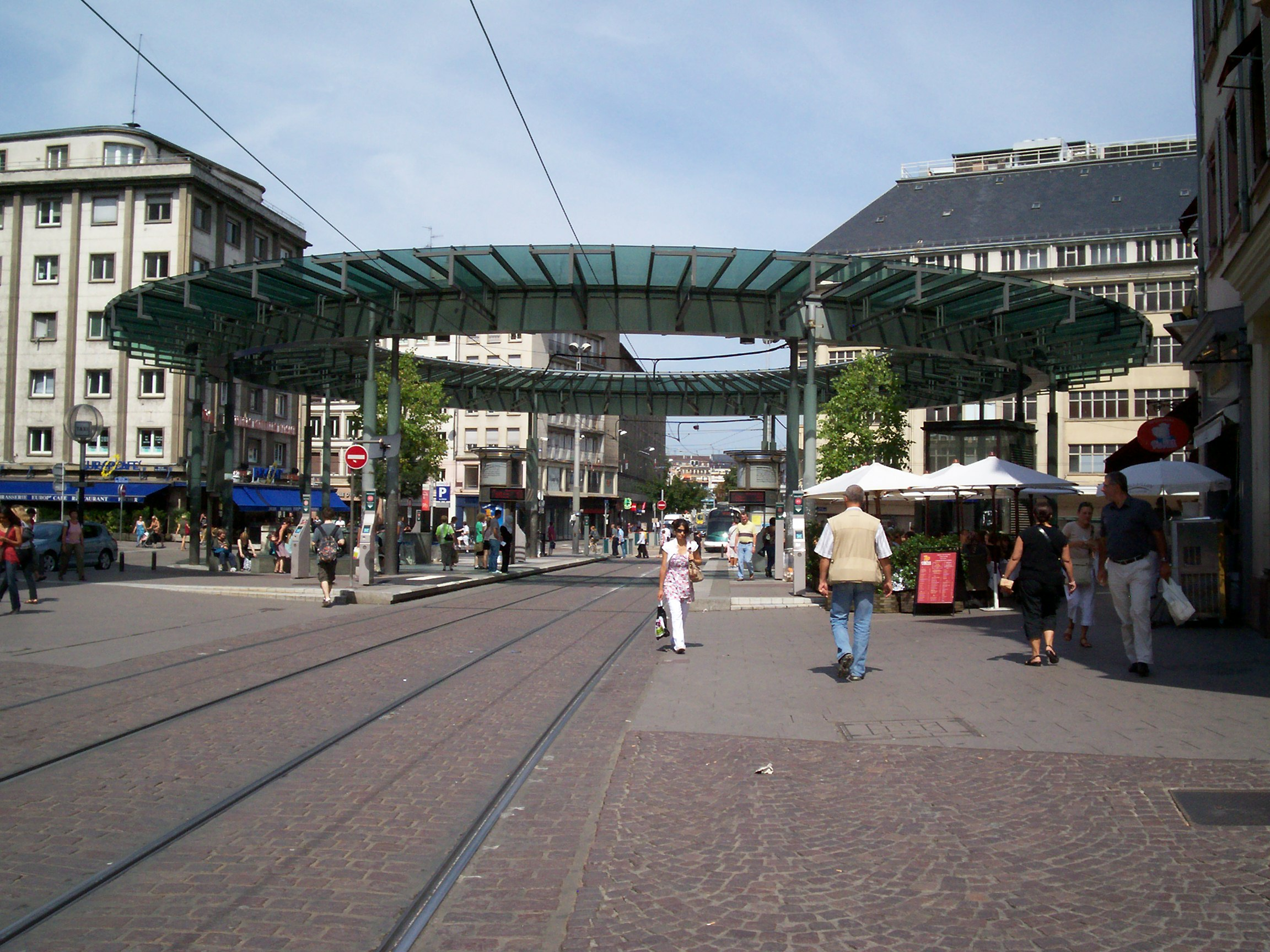
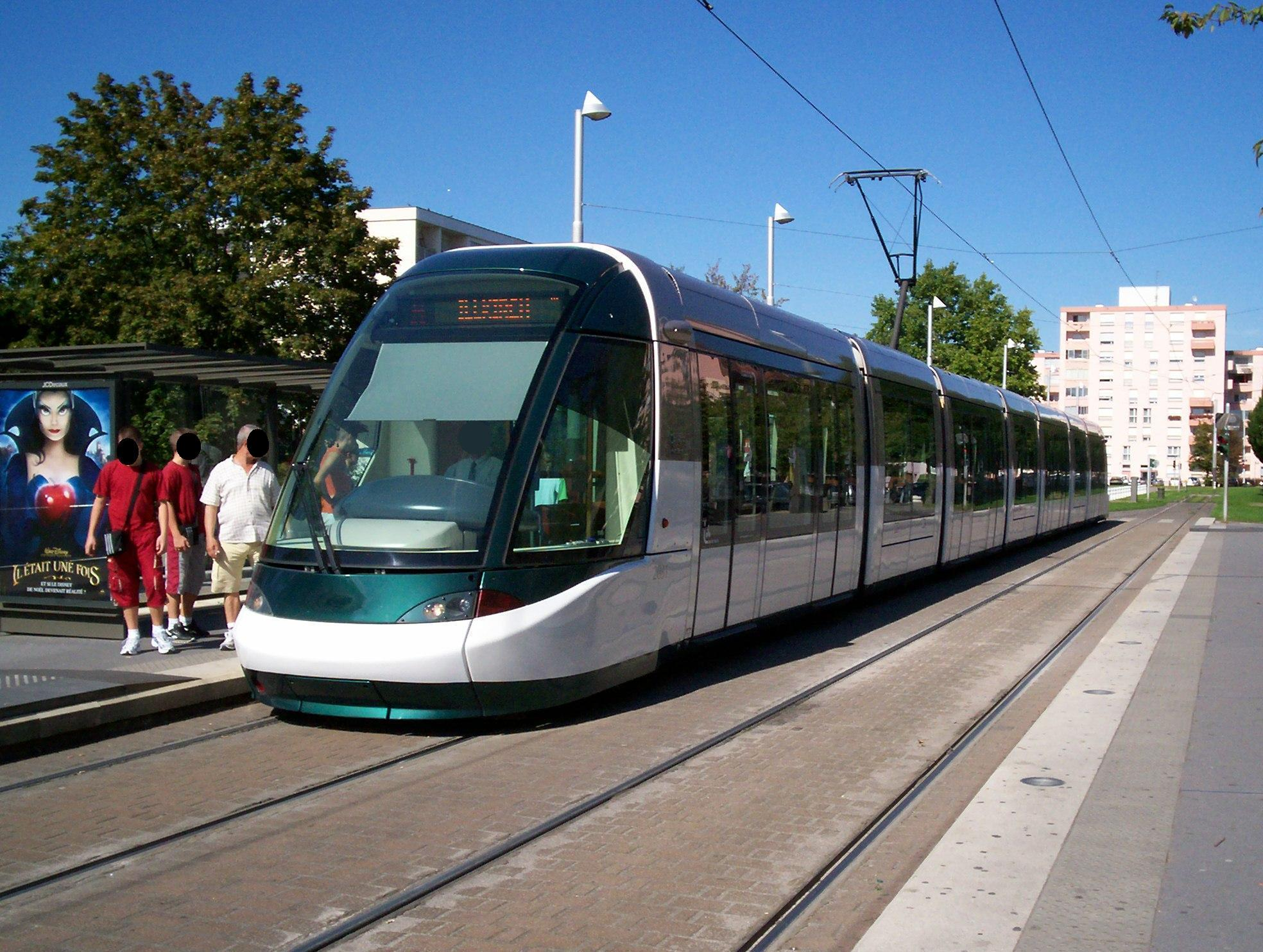
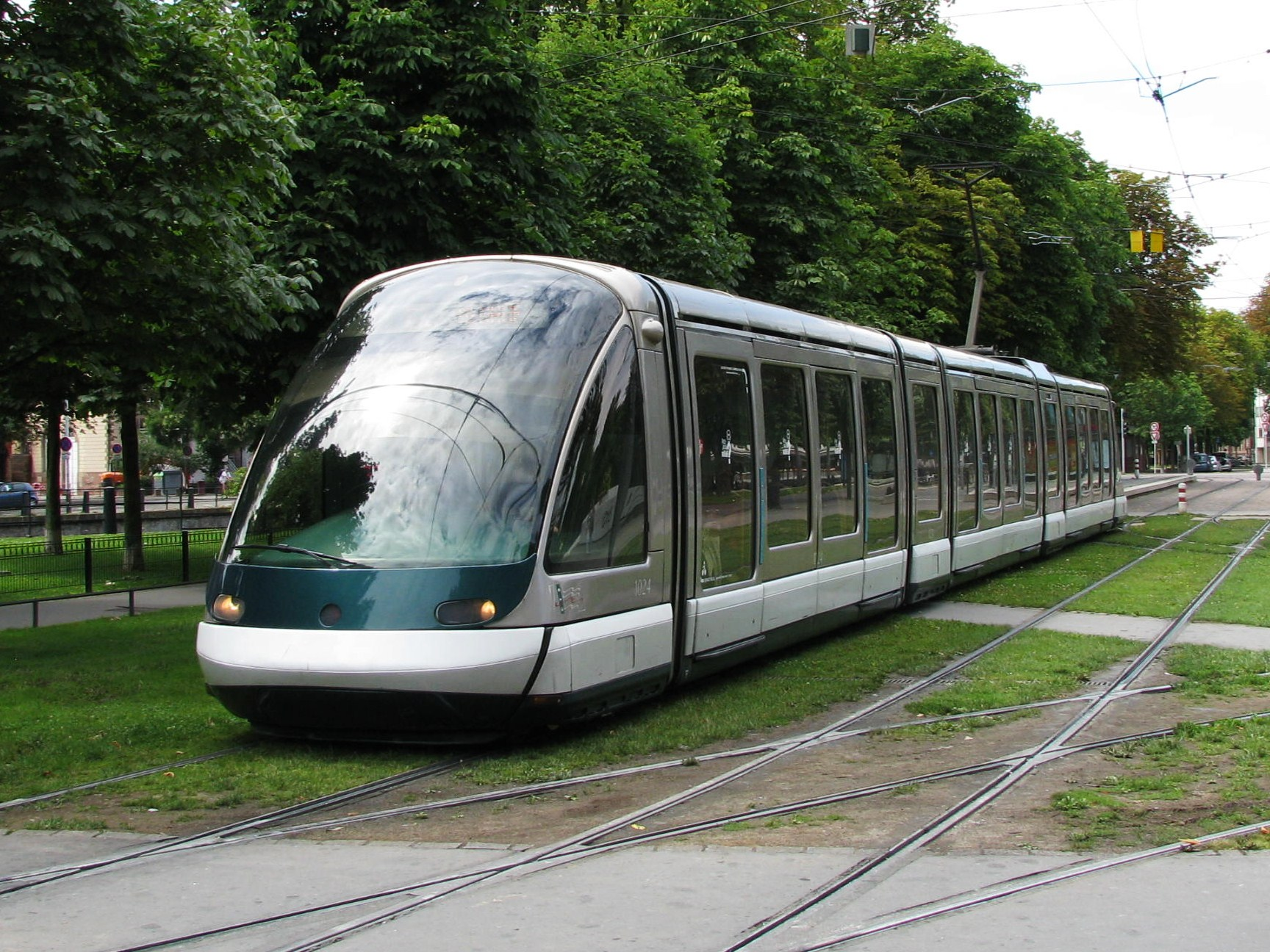